# RAET1G
RAET1G (англ. Retinoic acid early transcript 1G) – білок, який кодується однойменним геном, розташованим у людей на короткому плечі 6-ї хромосоми. Довжина поліпептидного ланцюга білка становить 334 амінокислот, а молекулярна маса — 37 106.
| 10         |  | 20         |  | 30         |  | 40         |  | 50         |
| ---------- |  | ---------- |  | ---------- |  | ---------- |  | ---------- |
| MAAAASPAFL |  | LRLPLLLLLS |  | SWCRTGLADP |  | HSLCYDITVI |  | PKFRPGPRWC |
| AVQGQVDEKT |  | FLHYDCGSKT |  | VTPVSPLGKK |  | LNVTTAWKAQ |  | NPVLREVVDI |
| LTEQLLDIQL |  | ENYIPKEPLT |  | LQARMSCEQK |  | AEGHGSGSWQ |  | LSFDGQIFLL |
| FDSENRMWTT |  | VHPGARKMKE |  | KWENDKDMTM |  | SFHYISMGDC |  | TGWLEDFLMG |
| MDSTLEPSAG |  | APPTMSSGTA |  | QPRATATTLI |  | LCCLLIMCLL |  | ICSRHSLTQS |
| HGHHPQSLQP |  | PPHPPLLHPT |  | WLLRRVLWSD |  | SYQIAKRPLS |  | GGHVTRVTLP |
| IIGDDSHSLP |  | CPLALYTINN |  | GAARYSEPLQ |  | VSIS       |  |            |

A: Аланін

C: Цистеїн

D: Аспарагінова кислота

E: Глутамінова кислота

F: Фенілаланін

G: Гліцин

H: Гістидин

I: Ізолейцин

K: Лізин

L: Лейцин

M: Метіонін

N: Аспарагін

P: Пролін

Q: Глутамін

R: Аргінін

S: Серин

T: Треонін

V: Валін

W: Триптофан

Задіяний у такому біологічному процесі, як альтернативний сплайсинг. 
Локалізований у клітинній мембрані, мембрані, ендоплазматичному ретикулумі.
Також секретований назовні.